# Тазакенд (Лачинський район)
Тазакенд (азерб. Təzəkənd) — село у Лачинському районі Азербайджану. Село розташоване за 25 км на північний захід від районного центру, міста Лачина, поруч з селом Арташаві.
З 1992 по 2020 рік було під Збройні сили Вірменії окупацією і називалось Норашенік (вірм. Նորաշենիկ), входячи в Кашатазький район невизнаний Нагірно-Карабаська Республіка. 1 грудня 2020 в ході Другої карабаської війни села було звільнено Збройні сили Азербайджану. (вірмени трактують це як окупацію).